# Proximus Diamond Games 2006 - Doppio
Il doppio del torneo di tennis Proximus Diamond Games 2006, facente parte del WTA Tour 2006, ha avuto come vincitrici Dinara Safina e Katarina Srebotnik che hanno battuto in finale Stéphanie Foretz Gacon e Michaëlla Krajicek con il punteggio di 6–1, 6–1.

## Teste di serie
1. Cara Black /  Rennae Stubbs (semifinali)
2. Dinara Safina /  Katarina Srebotnik (campionesse)

1. Květa Peschke /  Francesca Schiavone (quarti di finale)
2. Eléni Daniilídou /  Anabel Medina Garrigues (semifinali)

## Tabellone

### Legenda
| - Q = Qualificato - WC = Wild card - LL = Lucky loser | - ALT = Alternate - SE = Special Exempt - PR = Protected Ranking | - w/o = Walkover - r = Ritirato - d = Squalificato |